# Agip

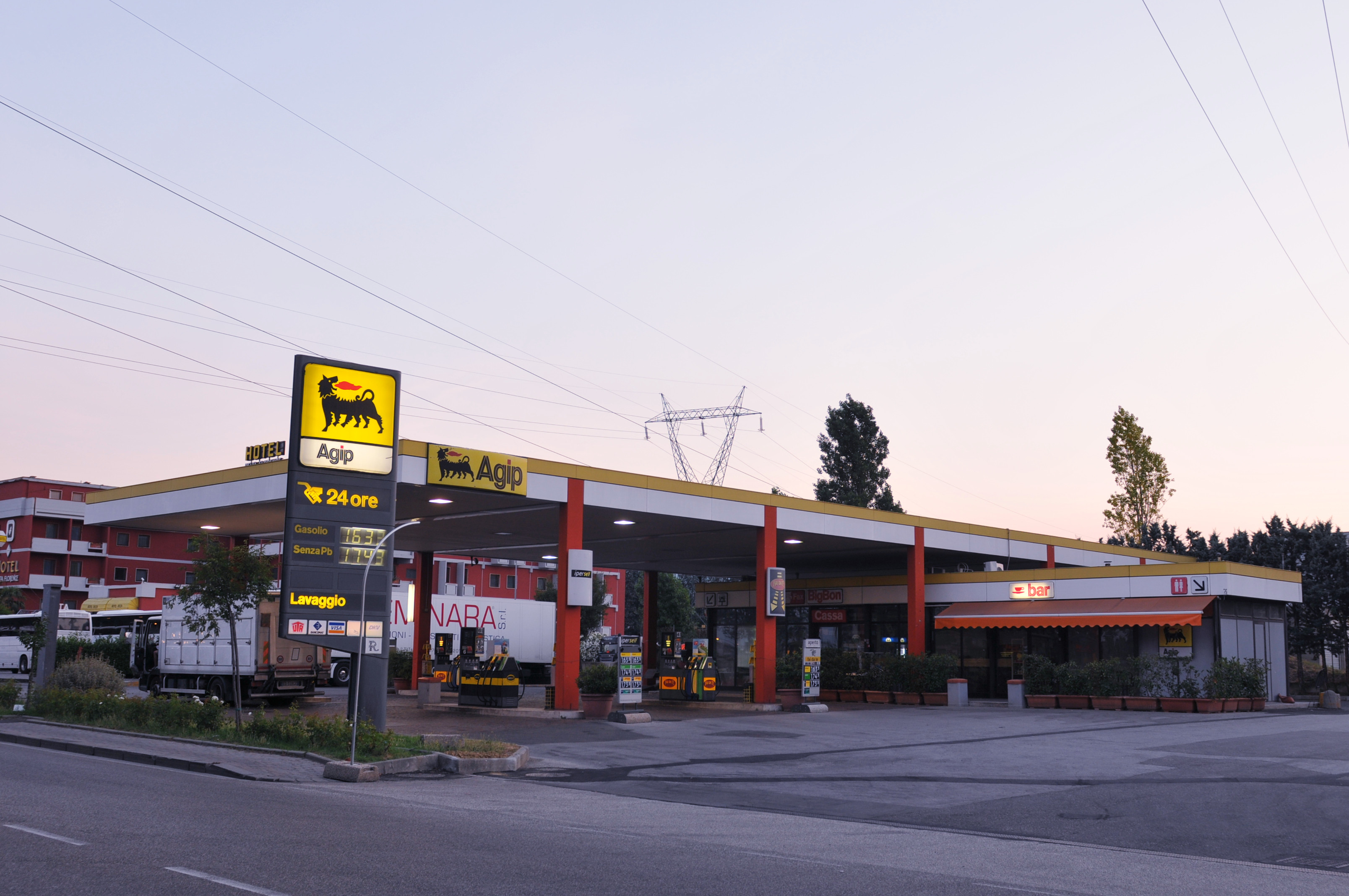
En Agip-bensinstation

Agip (akronym för Azienda Generale Italiana Petroli) är ett varumärke och sedan 1953 dotterbolag till den italienska oljeproducenten Eni. Agip grundades av italienska staten 1926. Bolagets symbol är en sexbenad svart hund som sprutar eld. Runt om i Europa finns bensinstationer med namnet Agip. Företaget har verksamheter i 70 länder och har 71 500 anställda.[när?][källa behövs]

## Historia
Agips historia hänger samman med Italiens stora behov av energi under landets industrialisering, då Italien tvingades importera energiråvaror, främst kol. De kraftverk som byggts i norra Italien var inte särskilt utvecklade och räckte inte till. Italien började leta efter olja. 1926 grundades genom ett kungligt dekret det statliga bolaget Azienda Generale Italiana Petroli som ägdes av finansministeriet, den statliga industrikoncernen INA och socialförsäkringsbolag. 
Ett raffinaderi uppfördes i Fiume och 1936 tog man över ett raffinaderi i Porto Marghera. 
Agip skulle delas upp efter andra världskriget men kom istället att under Enrico Mattei att bli en del av den statliga energijätten Eni.
2006 gick Eni och mopedtillverkaren Piaggio in i ett fyraårigt samarbete. Därmed rekommenderar samt säljer Aprilia, Guzzi, Piaggio och Derbi Agips olja. Vissa Derbi GP1 50 Racing-scootrar har också Agips logo på karossen (och supermotard)